# Camp du Larzac

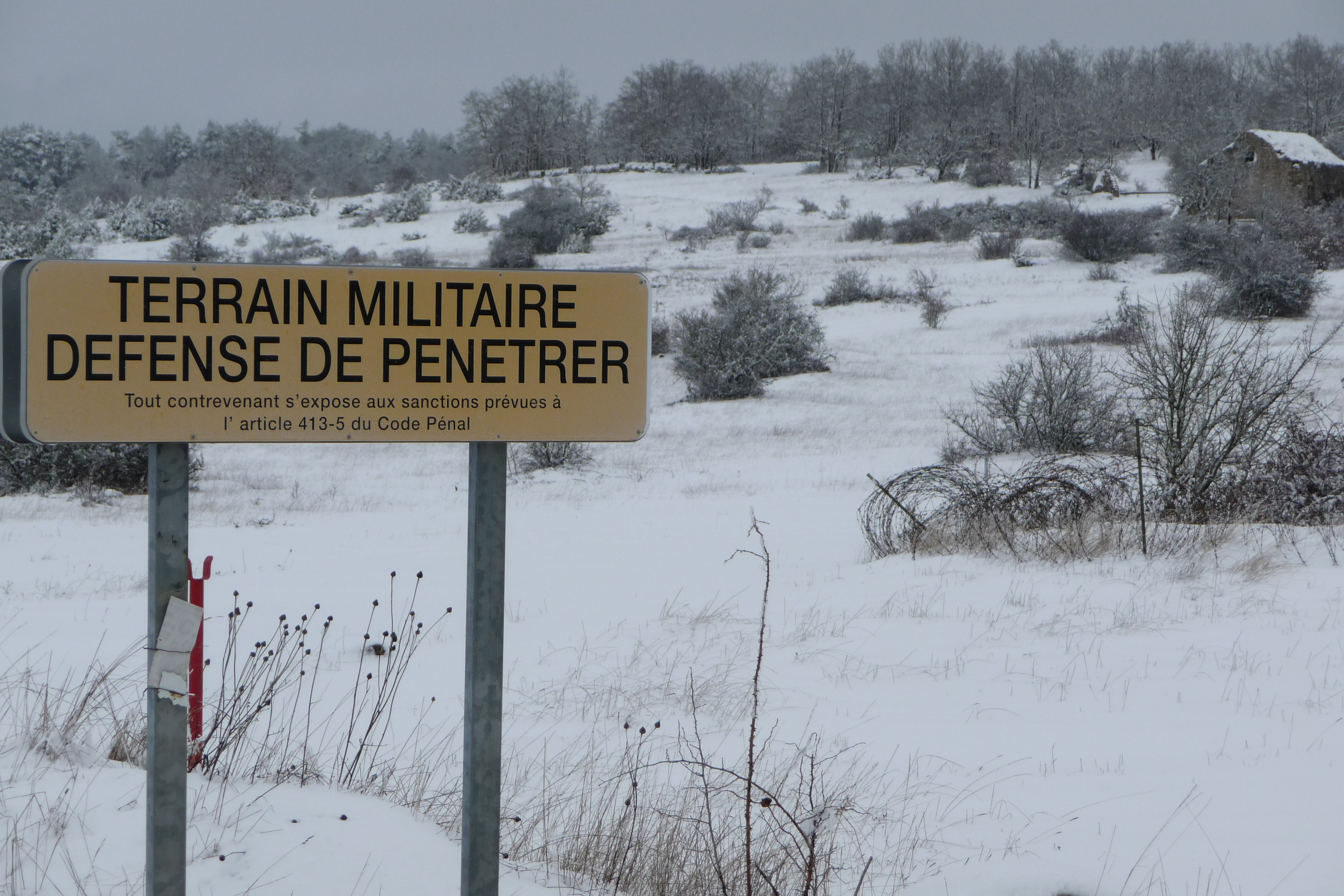
Un des nombreux panneaux du camp militaire du Larzac.

Le camp du Larzac est un camp militaire de l’Armée de terre. Il est situé sur la commune de La Cavalerie dans l'Aveyron. D'une superficie de 3 000 hectares sur les 100 000 ha du causse du Larzac. Il abrite la 13e DBLE depuis 2016.
Il permet les tirs d'infanterie, mais aussi de mortier de 81 mm et de 120 mm.
Son nom vient de celui du plateau sur lequel il se trouve. Sa tentative d'agrandissement de 13 700 hectares touchant douze communes, des années 1970 au début des années 1980 et qui aurait entraîné de nombreuses expropriations de paysans a été l'objet de nombreuses actions et manifestations de ceux-ci soutenus par une partie de la population française. Le projet fut finalement abandonné.

## Défense

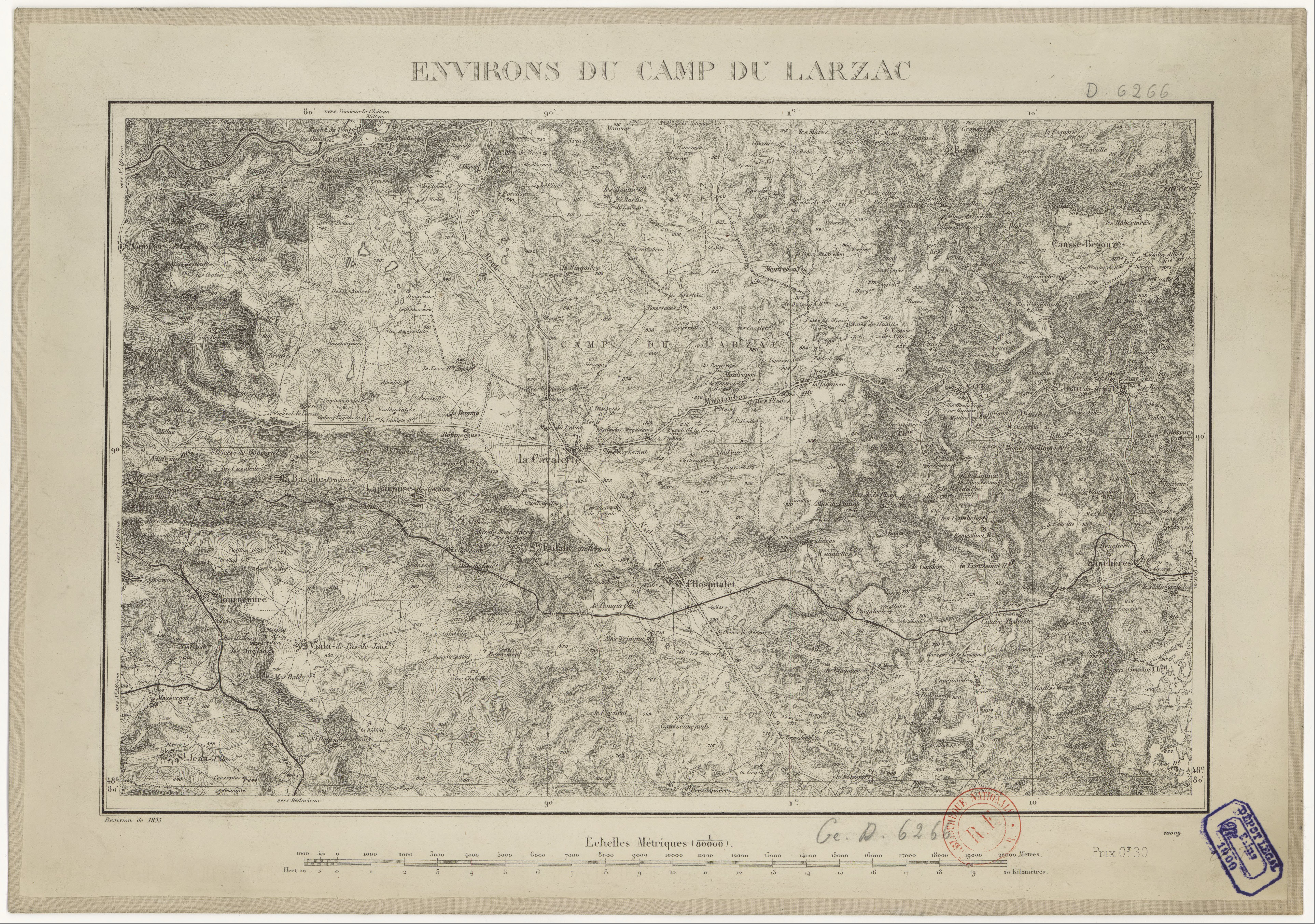
Carte des environs du camp du Larzac en 1893

Un camp militaire, achevé en juin 1902, occupe 3 % du plateau du Larzac. Son extension de plus de 400 % fut décidée en 1970 ; la décision a été annulée en 1981 (voir historique dans l'article Lutte du Larzac).
Le camp est occupé par :
- le Centre d'Entraînement de l'Infanterie au Tir Opérationnel - 122e régiment d'infanterie (CEITO/122e RI)
- la 13e DBLE, à partir de 2016, le CEITO étant transféré au camp de Canjuers dans le Var

Implanté territorialement sur les communes de La Cavalerie, de Millau et de Nant, le camp du Larzac fait partie de la zone de gestion du parc naturel régional des Grands Causses. Ce parc s'étend sur 326,76 km2 dont 30,43 km2 sont réservés aux activités militaires du CEITO/122e RI.
Créé en 1985 dans le camp du Larzac, le CEITO/122e RI marque la volonté d’améliorer l’instruction et l’entraînement au tir des unités d’infanterie. Le camp du Larzac permet de mettre en œuvre simultanément la totalité de l’armement en dotation dans l’infanterie, d’entraîner puis de contrôler les unités de combat dans des conditions réalistes sur des parcours de tir bénéficiant d’équipements modernes (ciblerie électronique, recueil des résultats en temps réel, etc.).
Sont concernées :
- unités blindées VAB
- unités blindées VBCI
- SAED (Sections d'aide à l’engagement débarqué)

Les contrôles ont lieu :
- sur le camp du Larzac pour les unités d'infanterie blindées VAB ou VBCI (sans engins blindés) ainsi que pour les Sections d'Aide à l'Engagement Débarqué
- sur le camp de Suippes pour les unités blindées VBCI

## Internement
C'est à l'occasion de la guerre d'Algérie que le Ministère de l'Intérieur français obtint, en 1958, la possibilité de recourir à nouveau à l'internement administratif collectif. Plusieurs centres d'assignation à résidence surveillée furent créés dans des sites militaires : Larzac (Aveyron), Rivesaltes (Pyrénées-Orientales), Saint-Maurice-l'Ardoise (Gard), camp de Thol (Ain), Vadenay (Marne). Près de 14 000 Algériens suspectés d'être membres du Front de libération nationale (FLN) y furent internés. Ainsi que des membres du Mouvement national algérien (MNA) qu’on avait bien pris soin de séparer pour éviter les affrontements entre ces deux mouvements antagonistes.
Le plus important était le camp du Larzac, à la fois par sa taille — plus de 30 km2, près de 4 000 assignés et plusieurs centaines de membres du personnel — et par sa place dans l'organisation centrale de l'internement. Il a été ouvert au printemps 1959 dans de mauvaises conditions matérielles qui n'ont été résolues, selon un rapport du directeur, qu'en juin 1960. Dès son ouverture, le directeur se plaint du sous-effectif et de l’incompétence d’une bonne partie du personnel recruté. Contre les mauvaises conditions de détention, les assignés font des grèves de la faim et des soins et refusent les radiographies. Les membres des CRS frappent les hommes, les forcent à attendre sous la pluie et dans la boue, pieds nus, pendant plusieurs heures et les déshabillent de force pour l’examen médical. Il y a une cogestion de fait entre l'administration et les assignés responsables du FLN.
Fin 1959, puis le 9 mars 1960, des visites de la Croix-Rouge conduisent à une dénonciation des conditions sanitaires des internés.
Le 28 juin 1959, une manifestation eut lieu devant le camp militaire du Larzac et devant la sous-préfecture de Millau ; des manifestants non violents vinrent s'élever contre ce camp qu'ils qualifiaient de camp de concentration,.
Du 24 juillet au 1er août 1959, quatre personnes dont Joseph Pyronnet s'imposent neuf jours de jeûne à La Cavalerie pour dénoncer l’existence des camps d’assignation à résidence.
Trente volontaires de l'Action civique non-violente, se déclarant suspects, demandent à partager le sort des Algériens internés sans jugement dans les camps, notamment celui du Larzac.
En 1962, à la fin de la guerre, le camp constitua un des centres d'accueil des rapatriés d'Algérie (CARA) destiné à héberger les harkis et leur famille. Le Larzac a accueilli plus de 12 000 d'entre eux dans des tentes.

## Fusées
C'est en novembre 1941 et en mars 1942, au camp militaire du Larzac, qu'ont été réalisés, par le colonel Jean-Jacques Barré, des essais statiques de moteur de fusée commandés par le Ministère de la Guerre. Le moteur était destiné à des fusées baptisées « EA 1941 » (Engin Autopropulsé 1941) qui devaient être capables d'envoyer à 100 km de distance une charge de 25 kg. Il s'agit des premières fusées à ergol liquide françaises. Ces essais se poursuivirent à Vancia, près de Lyon. Ils devaient continuer en Algérie mais furent interrompus à la suite du débarquement des Alliés en Afrique du Nord. Ils furent repris en 1945 et 1946 au polygone de La Renardière, près de Toulon.
Le camp a encore été un terrain militaire de lancement de 1999 à 2002.
Le Festival européen de l'Espace s'y est déroulé en août les années 2000, 2001 et 2002.

## Drones
Depuis les années 1970, le camp du Larzac a été un terrain d'exercices pour les drones. Tour à tour ont été tirés des drones R-20, CL-89 et CL-289 à raison de deux campagnes de tir par an (sauf entre 1978 et 1983) exécutées par le 7e régiment d'artillerie puis le 61e avec des stations de télémesures fournies par le 17e régiment d'artillerie et un soutien technique de la SOGERMA. À ces occasions toute circulation aérienne à l'intérieur d'un polygone d'activité comprenant, outre le Larzac, le Causse Noir et le Causse Méjean, était interdite.

## Compétition automobile
Le camp militaire du Larzac a été le théâtre de compétitions automobiles, le rallye des Cardabelles en particulier.
Ce rallye fait partie du championnat de France des rallyes sur terre depuis les années 1980.

## 13eDBLE
Le 30 juillet 2015, est annoncé le déménagement de la 13e DBLE de sa base aux Émirats arabes unis vers le Camp du Larzac. Il doit être réalisé au cours de l'année 2016. Les premiers détachements arrivent en janvier 2016.
À terme, près de 1 200 légionnaires s'y installeront.

## Galerie

Le Camp au début du XXe siècle
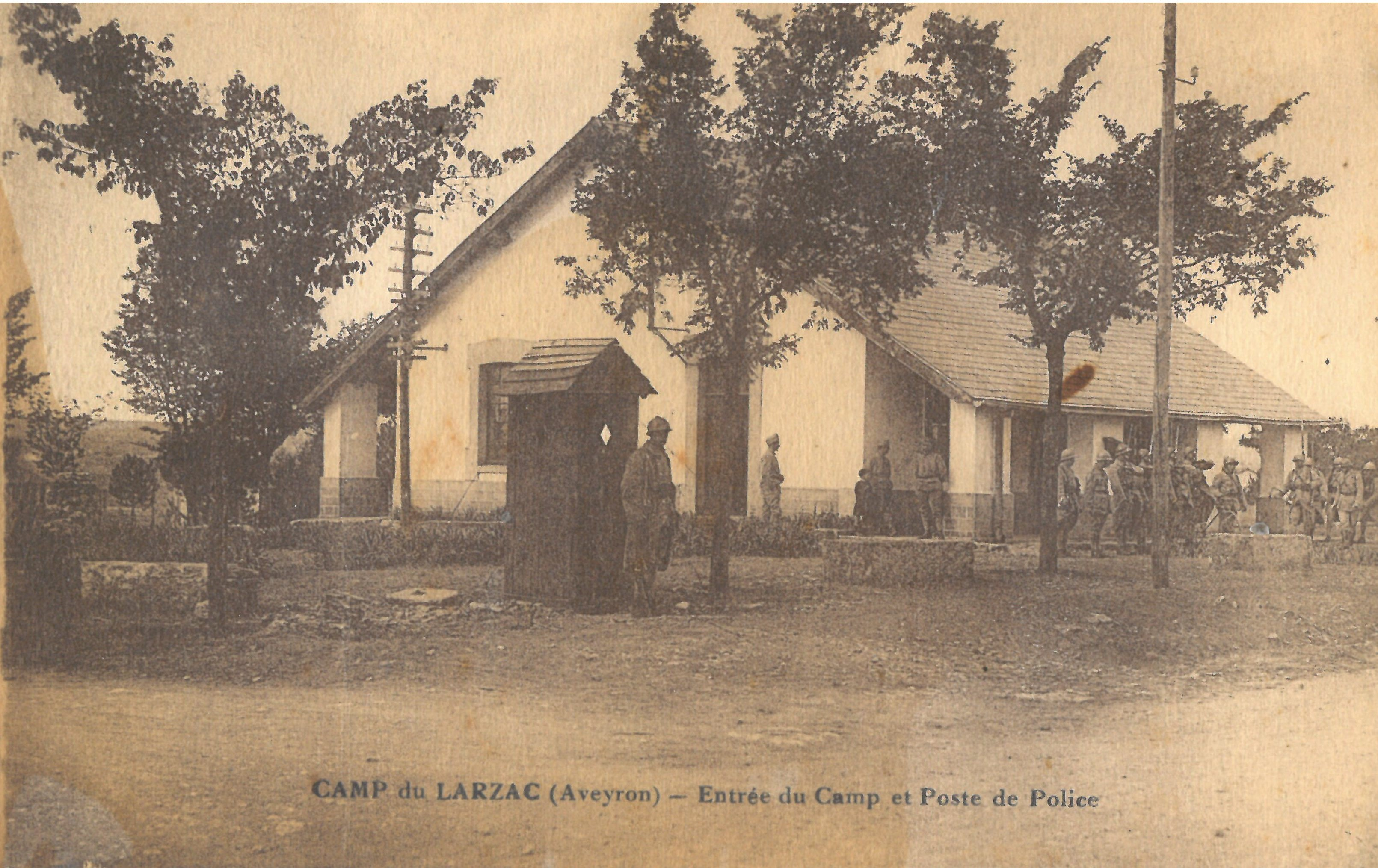
Entrée du camp.
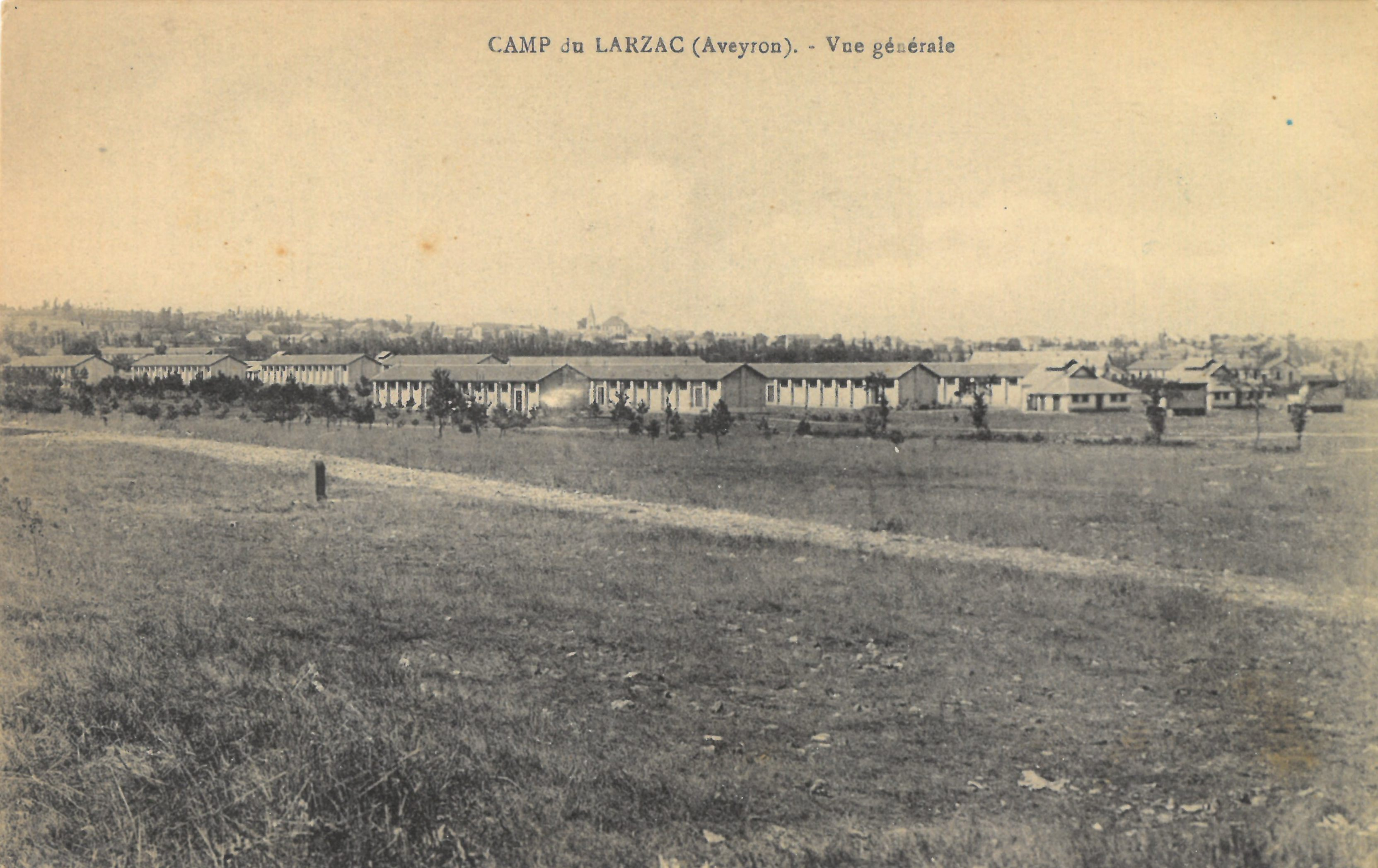
Vue générale.
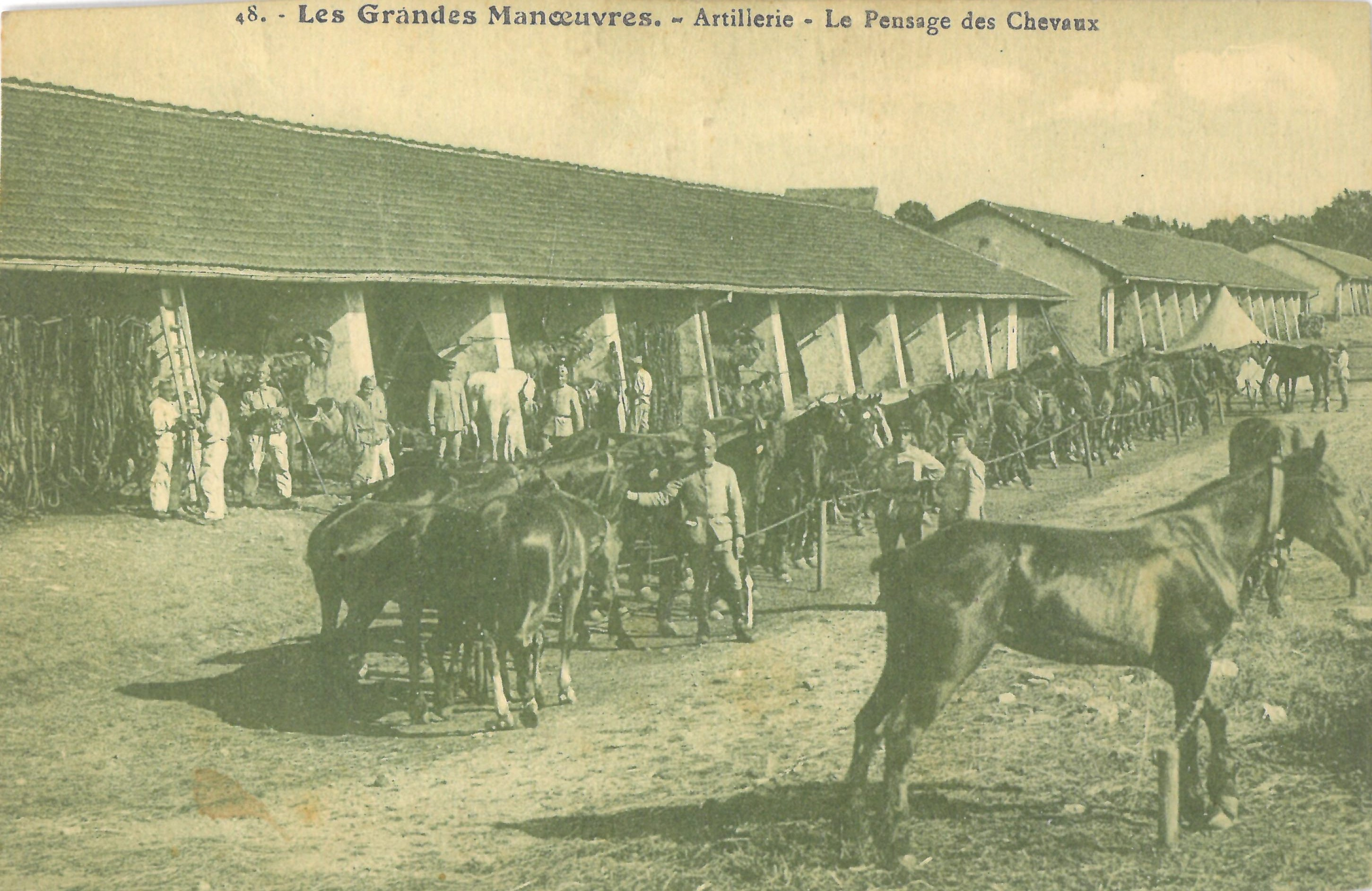
Pansage des chevaux.
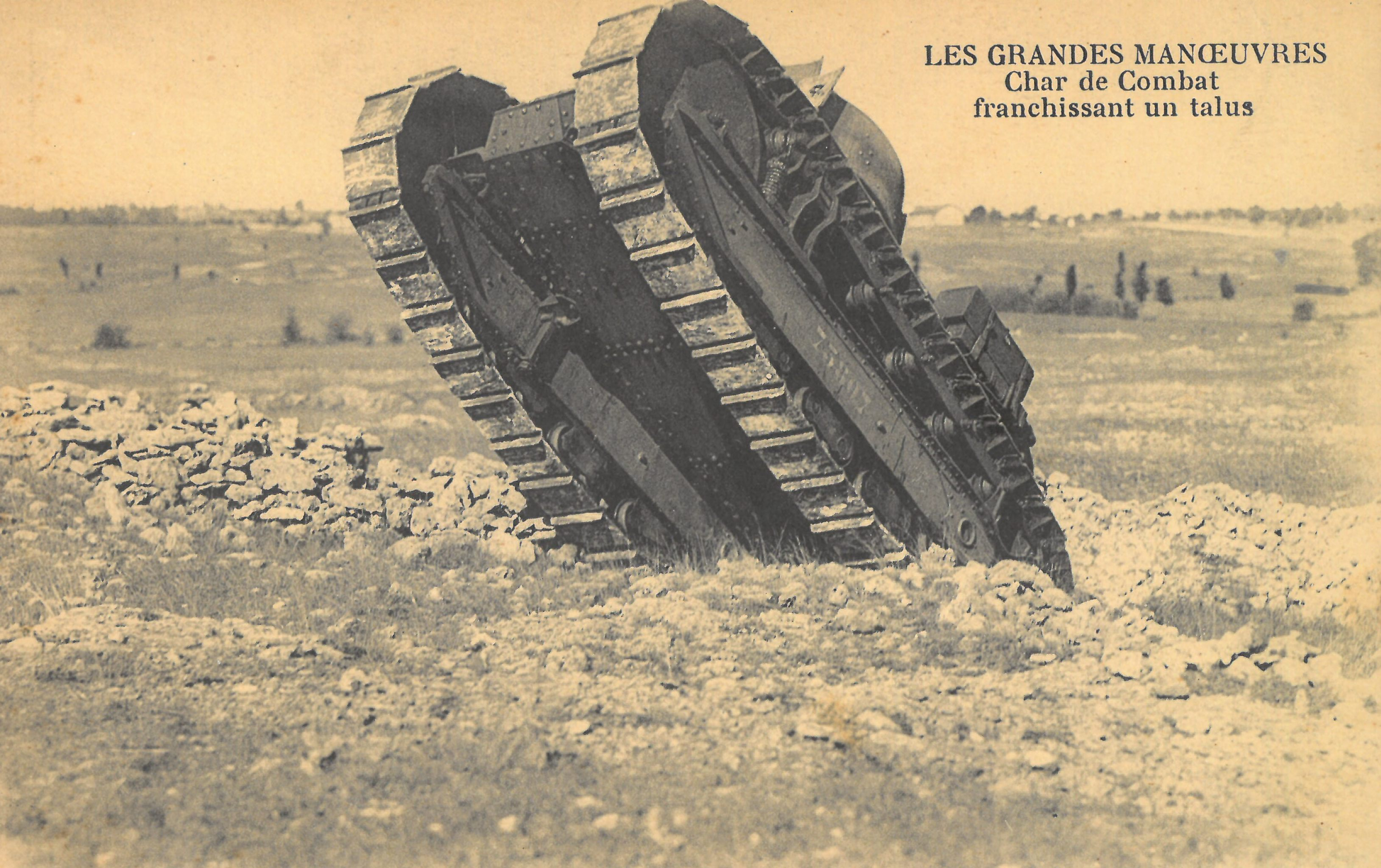
Exercice de char.